# 2MASS J10475385+2124234
2MASS J10475385+2124234 är en ensam stjärna i norra delen av stjärnbilden Lejonet i den lokala bubblan i Orionarmen. Den har en skenbar magnitud av ca 15,82 (J) och kräver ett kraftfullt teleskop för att kunna observeras. Baserat på parallaxmätning på ca 94,7 mas, beräknas den befinna sig på ett avstånd på ca 34 ljusår (ca 11 parsek) från solen.

## Egenskaper
2MASS J10475385+2124234 är en brun dvärgstjärna av spektralklass T6.5. Den har en massa som är ca 41,6 jupitermassor, en radie som är ca 0,94 jupiterradie och har ca 0,0000044 gånger solens utstrålning av energi från dess fotosfär vid en effektiv temperatur av ca 880 K. Det är den första kända bruna dvärgen som har ett antaget intervall för sina typiska vindhastigheter. 

### Vindhastighet
Vindhastigheterna på stjärnan uppmättes till 650 ± 310 meter per sekund av Spitzerteleskopet.

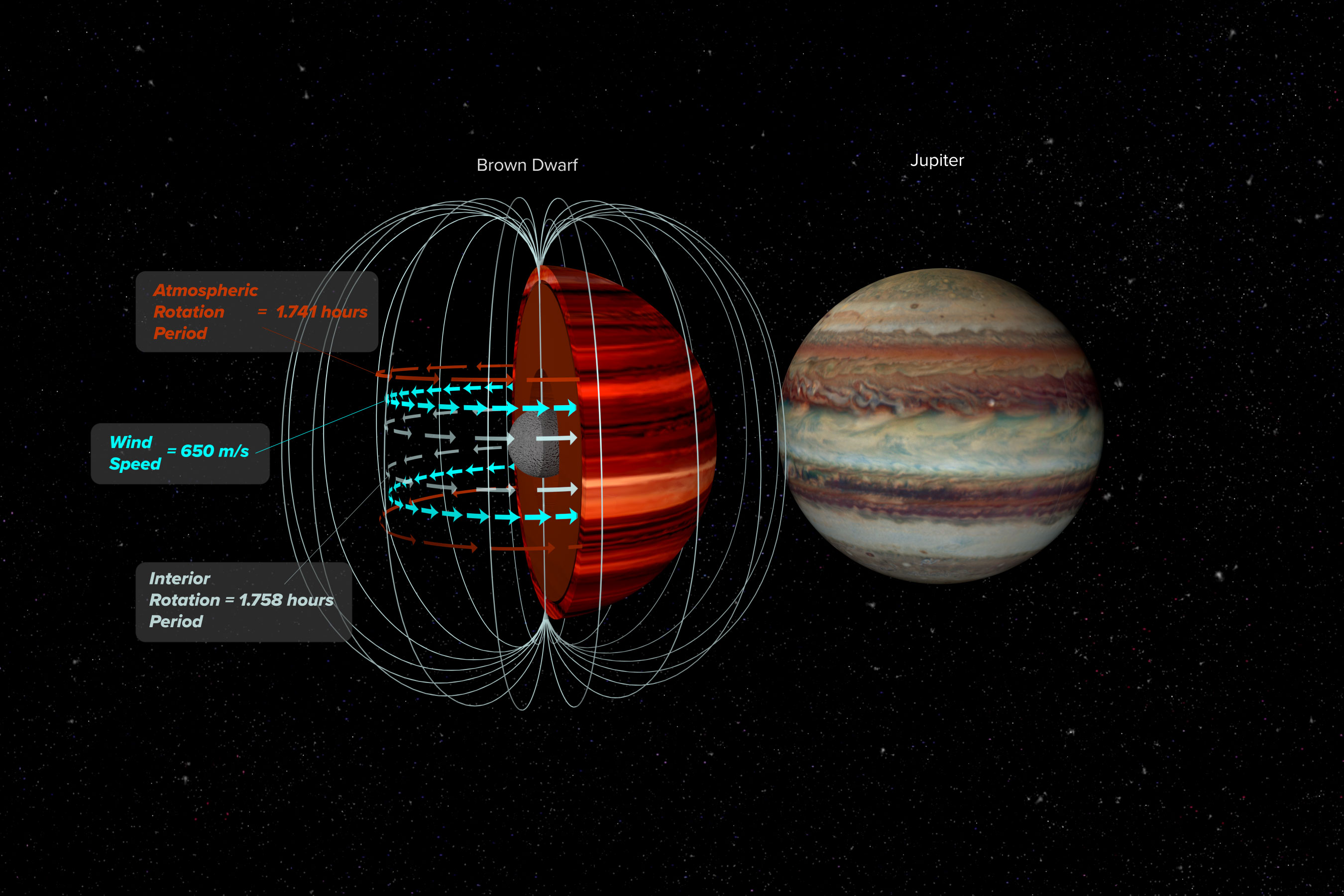
Konstnärens bild av den inre strukturen av en brun dvärg. Magnetfältet roterar med en annan hastighet än toppen av atmosfären.

Vindhastigheten härleds direkt från regelbundna cykler i stjärnans synliga, som matchar dess ultravioletta, spektrum jämfört med samma för radiovågsspektra. Radioemissionerna kommer från elektroner som interagerar med magnetfältet, som är rotat djupt i det inre. Data för synligt och infrarött ljus visar å andra sidan vad som händer i gasjättens molntoppar.